# Dead Again in Tombstone
Dead Again in Tombstone is een Amerikaanse actie-western uit 2017, geregisseerd door Roel Reiné. De film is het vervolg op Dead in Tombstone uit 2013.

## Verhaal
Guerrero keert opnieuw terug uit de dood om voor de duivel een relikwie op te sporen, die dreigt in handen te komen van Kolonel Jackson Boomer om zijn doden soldaten weer tot leven te wekken.

## Rolverdeling
| Acteur             | Personage           |
| ------------------ | ------------------- |
| Danny Trejo        | Guerrero de la Cruz |
| Jake Busey         | Jackson Boomer      |
| Elysia Rotaru      | Alicia de la Cruz   |
| Peter Skagen       | Cravens             |
| Elizabeth Lavender | Madame Du Vere      |
| Dean McDermott     | Dr. Goldsworthy     |
| Nathaniel Arcand   | Bull Dog            |
| Michelle Rios      | Zerelda de la Cruz  |